# Seznam evroposlancev iz Latvije (2004–2009)
Seznam evroposlancev iz Latvije' v mandatu 2004-2009.

## Seznam
- Georgs Andrejevs, Latvijska pot (Skupina zavezništva liberalcev in demokratov za Evropo)
- Valdis Dombrovskis, Stranka nove dobe (Evropska ljudska stranka - Evropski demokrati)
- Guntars Krasts, Stranka očetnjave in svobode (Zveza za Evropo narodov)
- Ģirts Valdis Kristovskis, Stranka očetnjave in svobode (Zveza za Evropo narodov)
- Aldis Kušķis, Stranka nove dobe (Evropska ljudska stranka - Evropski demokrati)
- Rihards Pīks, Ljudska stranka (Evropska ljudska stranka - Evropski demokrati)
- Inese Vaidere, Stranka očetnjave in svobode (Zveza za Evropo narodov)
- Tatjana Ždanoka, Za človekove pravice v združeni Latviji (Skupina Zelenih-Evropska svobodna zveza)
- Roberts Zīle, Stranka očetnjave in svobode (Zveza za Evropo narodov)